# Uwe Ochsenknecht
Uwe Adam Ochsenknecht (Biblis, 7 januari 1956) is een Duitse acteur en zanger.

## Jeugd en opleiding
Ochsenknecht groeide op in Mannheim, waar hij het Ludwig Frank-gymnasium bezocht en al vroeg zijn liefde voor het toneel ontdekte. Tijdens zijn jeugd werd hij als figurant bij het Mannheimse Nationaltheater gecontracteerd. De school kreeg niet zijn belangstelling en hij werd dan ook op 15-jarige leeftijd van het gymnasium weggestuurd, nadat hij voor de derde keer de overgang naar een hogere klas miste. Na het eindexamen bij de avondschool werd hij later aan de Westfaalse toneelschool in Bochum aangenomen, die hij met succes afrondde. De eerste theaterverplichtingen volgden, vanaf 1977 ook film- en tv-rollen. Reeds in 1978 speelde hij een minirol in een Hollywoodfilm.

## Carrière

### Als acteur
Ochsenknecht kreeg zijn doorbraak met de rol van een bootsman in de film Das Boot (1981) van Wolfgang Petersen. Vier jaar later kende hij zijn volgende succes met Männer (1985) van Doris Dörrie met Heiner Lauterbach. Ook een groot succes was zijn hoofdrol van de valsemunter Fritz Knobel in de met een Oscar genomineerde satire Schtonk! (1992) van Helmut Dietl, die op een niet al te gedetailleerde manier de affaire rond de vervalste dagboeken van Adolf Hitler op de korrel nam. Voor zijn rol als Hans Pollak in Fußball ist unser Leben kreeg hij in 1999 de Beierse filmprijs en in 2000 de Duitse filmprijs. In 2001 werd hij bovendien voor zijn bijrol van Johann 'Hans' Ferbach in de tv-film Vera Brühne met de Duitse tv-prijs onderscheiden. Verder werkte hij mee in talrijke tv- en bioscoopfilms. Zijn succesvolle carrière verklaart zich hierdoor, dat hij reeds als jongeling de wil om te acteren in het bloed had.
De sinds 2009 in onregelmatige afstanden uitgezonden tv-films van de serie Der Bulle und das Landei, waarvan tot dan toe zes afleveringen te zien waren, presenteren Ochsenknecht als een naar de Eifel overgeplaatste politiecommissaris, die zich in de landelijke afzondering met politiezaken geconfronteerd ziet met als partner Diana Amft.

### Als muzikant
In het begin van de jaren 1990 kreeg hij een tweede leven met muziek en publiceerde sindsdien meerdere albums. Hij is zanger bij The Screen met Mick Rogers (Manfred Mann's Earth Band) en Thomas Blug als gitaristen. De beide ex-muzikanten van Gary Moore's band, Pete Rees (basgitaar) en Graham Walker zijn ook vertegenwoordigd.

## Verdere activiteiten
In mei 2011 nam Ochsenknecht deel aan het Sat.1-format Der Bastelkönig. In hetzelfde jaar werkten hij en zijn zoon Wilson Gonzalez mee aan de muziekvideo House on Fire van de Berlijnse band Beatsteaks. Ook in hetzelfde jaar trad hij op als Hansi Haller, die na een lange periode een comeback als schlagerzanger startte. In zijn rol trad hij met een eigen podiumshow op in meerdere Duitse steden en publiceerde de download-single Oh-La-La-Larissa.

## Reclame
Sinds 2003 maakt Ochsenknecht reclame bij de Zwitserse televisie voor Appenzeller kaas. Een gedeelte van zijn gage bestond uit kaas op zijn eigen wens.

## Privéleven
Uwe Ochsenknecht was van 1993 tot 2012 getrouwd met Natascha Wierichs (1964), waarmee hij drie kinderen heeft: de zoons Wilson Gonzalez en Jimi Blue, die zelf ook acteur zijn en een dochter Cheyenne Savannah. Bovendien is hij de vader van acteur Rocco Stark uit een vroegere relatie. In juli 2017 trouwde hij met Kiki Viebrock.

## Onderscheidingen
- 1985: Deutscher Darstellerpreis "Chaplin-Schuh" voor veelbelovend talent
- 1986: Filmband in Gold (artistieke prestaties) voor Männer
- 1992: Bambi
- 1993: RSH-Gold (artiest nationaal)
- 2000: Duitse filmprijs in goud (beste hoofdrolspeler) voor Fußball ist unser Leben
- 2000: Beierse filmprijs voor Fußball ist unser Leben
- 2001: Duitse tv-prijs (beste bijrol) voor Vera Brühne

## Discografie
- 1992: Ochsenknecht
- 1994: Girls Crossing
- 1997 tot 2000: O-Ton
- 2001: Singer
- 2008: MatchPoint

## Filmografie

### Bioscoop
- 1978: Das Ding
- 1979: Uns reicht das nicht
- 1981: Das Boot
- 1983: Die Zeiten ändern sich
- 1984: Wenn ich mich fürchte
- 1985: Die Sache ist gelaufen
- 1985: Vergeßt Mozart
- 1985: Männer
- 1985: Operation Dead End
- 1985: Parker
- 1986: Lenz oder die Freiheit
- 1986: Rotlicht!
- 1988: Die Stimme
- 1989: Geld
- 1989: Doppelgänger
- 1990: Butterbrot
- 1990: Exit Genua (All Out)
- 1990: Feuer, Eis & Dynamit
- 1992: Schtonk!
- 1993: Ein Mann für jede Tonart
- 1993: Einfach nur Liebe
- 1993: Kaspar Hauser
- 1994: Einfach nur Liebe
- 1994: Ein fast perfektes Verhältnis (Mona Must Die)
- 1996: Honigmond
- 1996: Das Zauberbuch
- 1997: Tödliches Alibi
- 1997: Weihnachtsfieber
- 1997: Ballermann 6
- 1998: Widows – Erst die Ehe, dann das Vergnügen
- 1998: Operation Noah
- 1998: Bin ich schön?
- 1998: Weekend mit Leiche
- 1998: The way to dusty death
- 1999: Bodyguard – Dein Leben in meiner Hand
- 1999: Fußball ist unser Leben
- 2000: Schrott - Die Atzenposse
- 2000: Fußbal ist unser Leben
- 2000: Erleuchtung garantiert
- 2000: Dune – Der Wüstenplanet
- 2000: Der tote Taucher im Wald
- 2001: Die Kreuzritter
- 2001: Vera Brühne
- 2002: Harte Brötchen
- 2002: Nachtschicht – Amok!
- 2003: Luther
- 2003: Die Wilden Kerle
- 2004: Engelchen, flieg
- 2005: Vom Suchen und Finden der Liebe
- 2005: Die Wilden Kerle 2
- 2005: Die Bluthochzeit
- 2006: Elementarteilchen
- 2006: Tollpension
- 2006: Der beste Lehrer der Welt
- 2006: Die Wilden Kerle 3
- 2006: Liebe nach Rezept
- 2007: Die Wilden Kerle 4
- 2007: Kein Geld der Welt
- 2007: Angsthasen
- 2007: Warum Männer nicht zuhören und Frauen schlecht einparken
- 2007: Lauf um Dein Leben – Vom Junkie zum Ironman
- 2008: Schade um das schöne Geld
- 2008: Mord in aller Unschuld
- 2008: DWK 5 – Die Wilden Kerle: Hinter dem Horizont
- 2008: Sommer
- 2008: Crash
- 2008: Ein Ferienhaus in Marakesch
- 2008: Mein Schüler, seine Mutter & ich
- 2008: Der Brief für den König
- 2009: Ein Date fürs Leben
- 2009: Lippels Traum
- 2009: Männersache
- 2009: Zweiohrküken
- 2009: Böses Erwachen
- 2010: Gier
- 2010: Zeiten ändern Dich
- 2010: Amigo – Bei Ankunft Tod
- 2011: Das große Comeback
- 2012: Überleben an der Wickelfront
- 2012: Kleine Morde
- 2012: Schief gewickelt
- 2012: Und weg bist du
- 2012: Geisterfahrer
- 2012: Ein vorbildliches Ehepaar
- 2012: Ludwig II.
- 2013: Mein Vater, seine Freunde und das ganz schnelle Geld
- 2013: Die Croods (synchroonstem)
- 2013: Der Vollgasmann
- 2013: Das kleine Gespenst
- 2014: Nena
- 2014: Zeit der Zimmerbrände
- 2014: Überleben an der Scheidungsfront
- 2015: Home – Ein spektakulärer Trip (stem)
- 2015: Winnetous Sohn
- 2015: Große Fische, kleine Fische
- 2015: Big Business: Außer Spesen Nichts Gewesen
- 2015: Die Udo Honig Story
- 2015: Kubanisch für Fortgeschrittene
- 2015: Tief durchatmen, die Familie kommt
- 2016: Stadtlandliebe
- 2016: Seitensprung mit Freunden
- 2016: Ku'damm 56
- 2016: Pets (The Secret Life of Pets, synchroonstem)
- 2016: Verdammt verliebt auf Mallorca
- 2016: Willkommen bei den Hartmanns
- 2016: Das Märchen vom Schlaraffenland (ARD-sprookje)
- 2017: Anna Fucking Molnar
- 2017: Burg Schreckenstein 2 - Küssen (nicht) verboten
- 2018: Vielmachglas
- 2018: Jim Knopf und Lucas der Lokomotivführer
- 2019: Benjamin Blümchen
- 2019: Ich war noch niemals in New York
- 2020: Narziss und Goldmund
- 2020: Jim Knopf und die Wilde 13
- 2022: Die Geschichte der Menschheit - leicht gekürzt
- 2022: Die Mucklas ... und wie sie zu Petterson und Findus kamen

### Televisiefilms en meerdelers
- 1972: Freizeitraum, Bau 2
- 1978: Die Straße
- 1978: Das Ding (tweedeler)
- 1979: Unternehmen Rentnerkommune
- 1979: Uns reicht das nicht
- 1986: Lenz oder die Freiheit (vierdeler)
- 1990: Bismarck (driedeler)
- 1995: The Way to Dusty Death
- 1997: Tödliches Alibi
- 1998: Operation Noah
- 1998: Weekend mit Leiche
- 1999: Bodyguard - Dein Leben in meiner Hand
- 2000: Dune - Der Wüstenplanet (meerdeler)
- 2001: Küss mich, Tiger!
- 2001: Vera Brühne
- 2001: Stern der Liebe
- 2001: Mein Vater und andere Betrüger
- 2001: The Crusaders
- 2002: Harte Brötchen
- 2004: Ein seltsames Paar
- 2004: Engelchen flieg
- 2006: Tollpension
- 2006: Der beste Lehrer der Welt
- 2007: Kein Geld der Welt
- 2007: Liebe nach Rezept
- 2007: Angsthasen
- 2008: Mord in aller Unschuld
- 2008: Schade um das schöne Geld
- 2008: Ein Ferienhaus in Marrakesch
- 2008: Mein Schüler, seine Mutter & ich
- 2009: Ein Date fürs Leben
- 2009: Böses Erwachen
- 2010: Gier (meerdeler)
- 2010: Amigo – Bei Ankunft Tod
- 2011: Das große Comeback
- 2011: Schief gewickelt
- 2012: Überleben an der Wickelfront
- 2012: Und weg bist du
- 2012: Geisterfahrer
- 2012: Ein vorbildliches Ehepaar
- 2013: Mein Vater, seine Freunde und das ganz schnelle Geld
- 2013: Der Vollgasmann
- 2014: Zeit der Zimmerbrände
- 2014: Küstennebel
- 2015: Nele in Berlin
- 2015: Überleben an der Scheidungsfront
- 2015: Große Fische, kleine Fische
- 2015: Die Udo Honig Story
- 2015: Kubanisch für Fortgeschrittene
- 2016: Seitensprung mit Freunden
- 2016: Kudamm 56 (driedeler)
- 2016: Verdammt verliebt auf Malle
- 2016: Das Märchen vom Schlaraffenland
- 2017: 2 Sturköpfe im Dreivierteltakt
- 2019: Ihr letzter Wille kann mich mal!
- 2022: Friedliche Weihnachten (miniserie)

### Televisieseries
- 1975: Dein gutes Recht - Durch die Mühle
- 1976: Unsere Penny - Gefährlicher Umgang
- 1978: Die Straße (7 afleveringen)
- 1978: Ausgerissen! Was nun? - Der qualifizierte Abschluß
- 1980: Tatort: Schönes Wochenende
- 1980: Derrick - Tödliche Sekunden
- 1981: St. Pauli-Landungsbrücken - Die Kompagnons
- 1982: Tatort: Was Recht is, muss Recht bleiben
- 1982: Büro, Büro (meerdere afleveringen)
- 1983: Die Krimistunde
- 1984: Tatort: Verdeckte Ermittlung
- 1984: Rummelplatzgeschichten - Erbfeinde
- 1985: Die Krimistunde - Ein Toter zuviel
- 1985: Der Fahnder - Liebe macht blind
- 1986: Irgendwie und Sowieso - Manhattan
- 1987: Tatort: Blindflug
- 1990: Bismarck (3-delige televisieserie van de BR)
- 1991: Ein Fall für zwei - Helens Geheimnisse
- 1992: Auf Achse - Musa und Marie
- 1992: Tatort: Der Mörder und der Prinz
- 1995: Die Straßen von Berlin – Babuschka
- 1995: Die Straßen von Berlin – Dunkelrote Rosen
- 1995: Die Straßen von Berlin – Die Akte Stalin
- 1996: Die Straßen von Berlin – Alleingang
- 1997: Die Gang (13 afleveringen)
- 2000: Stan Becker - Ein Mann ein Wort
- 2000: Der Alte - Der letzte Geburtstag
- 2000: Siska - Das letzte Konzert
- 2001: Siska - Hass macht blind
- 2003: Nachtschicht – Amok!
- 2004: Der Bulle von Tölz: Der Tölzi
- 2007: Giganten - Beethoven – Genie am Abgrund
- 2007: Siska - Sei still und stirb
- 2008: Der Alte - Die Nacht kommt schneller als du denkst
- 2010–2016: Der Bulle und das Landei
  - 2010: Tödliches Heimweh
  - 2011: Babyblues
  - 2013: Ich sehe was, was Du nicht siehst, und das ist ... tot
  - 2014: Von Mäusen, Miezen und Moneten
  - 2015: Wo die Liebe hinfällt
  - 2015: Goldrausch
- 2012: Transporter: Die Serie - The General's Daughter
- 2013: Vier Frauen und ein Todesfall - Mannsteufel
- 2015: Der Alte - Unstillbare Gier
- sinds 2015: Familie Bundschuh
  - 2015: Tief durchatmen, die Familie kommt
  - 2017: Von Erholung war nie die Rede
  - 2019: Wir machen Abitur
  - 2020: Familie Bundschuh im Weihnachtschaos
  - 2021: Familie Bundschuh – Woanders ist es auch nicht ruhiger
- 2016: Protokolle des Bösen
- 2017: Ein starkes Team: Gestorben wird immer
- 2018: Labaule & Erben (6 afleveringen)
- 2019: Kroymann (satireprogramma, speciale editie)
- sinds 2019: Die Drei von der Müllabfuhr
  - 2019: Dörte muss weg
  - 2019: Baby an Bord
  - 2020: Mission Zukunft
  - 2020: Kassensturz
  - 2021: Die Streunerin
  - 2021: Operation Miethai
  - 2022: Zu gut für die Tonne
  - 2022: (K)eine saubere Sache
  - 2023: Altlasten
  - 2023: Arbeit am Limit
- 2020: Big Performance – Wer ist der Star im Star? als Tom Jones
- 2021: Charité (3e seizoen)
- 2021: Meine Mutter und plötzlich auch mein Vater
- 2021: Comedy Märchenstunde (televisieshow)
- 2022: Hirschhausens Quiz des Menschen – Teilnehmer
- 2023: Reschke Fernsehen: Gefälschte Tagebücher (reportageprogramma)
- 2023: Das Traumschiff – Bahamas

### Theater
- Van december 2009 tot september 2010 in Musical Dome Keulen, Hairspray, Rol: Edna Turnblad (afwisselend met Tetje Mierendorf).
- November en december 2012 op tour Tabaluga und die Zeichen der Zeit (van Peter Maffay) Rol: Kameliendame

### Als synchroonspreker
- 1994: Felidae (synchroonstem van Archie)
- 1998: Wie Kater Zorbas der kleinen Möwe das Fliegen beibrachte (synchroonstem van Zorbas voor Carlo Verdone)
- 2013: Die Croods (synchroonstem van Grug voor Nicolas Cage)
- 2015: Home – Ein smektakulärer Trip (synchroonstem van Captain Smek voor Steve Martin)
- 2016: Pets (synchroonstem van Tiberius voor Albert Brooks)
- 2017: Die Biene Maja – Die Honigspiele (synchroonstem van Bienenstich)

## Hoorspel
- 2014: Dirk Schmidt: Exit (Scholz) – Regie: Claudia Johanne Leist (Radio-Tatort – WDR)

## Luisterboeken
- Stephen Davis: Hammer of The Gods. Led Zeppelin – Die Saga. Rockbuch, 2008, ISBN 978-3-941376-08-3.

- Bibsys: 7029403
- Biblioteca Nacional de España: XX5330744
- Gemeinsame Normdatei: 128453702
- International Standard Name Identifier: 0000 0000 7872 0623
- Library of Congress Control Number: no95046926
- MusicBrainz: 52a21eee-e9b7-403b-b319-e9d854f43b74
- Nationale Bibliotheek van Tsjechië: ola2009488310
- Nationale Bibliotheek van Israël: 987007325280005171
- Nationale Bibliotheek van Polen: a0000002394252
- Nederlandse Thesaurus van Auteursnamen: 088684636
- Système universitaire de documentation: 081583737
- Virtual International Authority File: 85068649
- WorldCat: E39PBJy8wftmycxxBKmRvkpMfq